# Lorna (nome)
Lorna  è un nome proprio di persona inglese e gaelico scozzese femminile.

## Varianti
- Femminili: Lornah
- Maschili: Lorne[2]

## Origine e diffusione

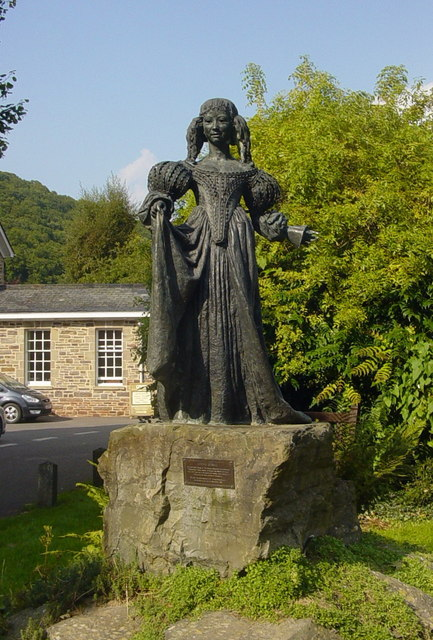
Una statua di Lorna Doone a Dulverton, nel Somerset

Si tratta di una forma femminile del nome Lorne, creata ad hoc dallo scrittore Richard Doddridge Blackmore per la protagonista del suo romanzo del 1869 Lorna Doone. Principalmente grazie al romanzo si è diffuso il suo uso come nome proprio di persona.

## Onomastico
Non esistono sante che portano questo nome, che quindi è adespota. L'onomastico può essere festeggiato in occasione di Ognissanti, il 1º novembre.

## Persone
- Lorna, rapper panamense
- Lorna Chávez, modella costaricana
- Lorna Hodgkinson, educatrice e psicologa australiana
- Lorna Maitland, attrice statunitense
- Lorna Paz, attrice colombiana
- Lorna Raver, attrice statunitense
- Lorna Utz, tennista australiana
- Lorna Volare, attrice australiana
- Lorna Want, attrice britannica
- Lorna Wing, psichiatra e medico britannica

### Variante Lornah
- Lornah Kiplagat, atleta keniota naturalizzata olandese

## Il nome nelle arti
- Lorna è un personaggio del film del 1957 Intrigo all'Avana, diretto da László Benedek.
- Lorna è un personaggio del film omonimo del 1964, diretto da Russ Meyer.
- Lorna è un personaggio del film del 1979 Il porno shop della settima strada, diretto da Joe D'Amato.
- Lorna è un personaggio del film del 2005 9 vite da donna, diretto da Rodrigo García.
- Lorna è un personaggio del film del 2008 Il matrimonio di Lorna, diretto dai fratelli Dardenne.
- Lorna Campbell è un personaggio del film del 2003 Johnny English, diretto da Peter Howitt.
- Lorna Cole è un personaggio della serie di film Arma letale.
- Lorna Dane, più nota come Polaris, è un personaggio dei fumetti Marvel Comics.
- Lorna Doone è un personaggio dell'omonimo romanzo di R. D. Blackmore, e del film con lo stesso titolo che ne è stato tratto, diretto da Maurice Tourneur.
- Lorna Jennings è un personaggio del romanzo di John Connolly Il ciclo delle stagioni.
- Lorna McLaurel è un personaggio del film del 1935 Allegri eroi, diretto da James W. Horne.
- Lorna Morello è un personaggio della serie televisiva Orange Is the New Black.
- Lorna Murchison è un personaggio del film del 1950 L'ultima preda, diretto da Rudolph Maté.
- Lorna Weisenfreund è un personaggio del film del 2007 Hostel: Part II, diretto da Eli Roth.
- Lorna McNessie è un personaggio della linea di bambole Monster High, figlia del mostro di Loch Ness.